# Purpuricenus globiger
Purpuricenus globiger là một loài bọ cánh cứng trong họ Cerambycidae.